# The Master of Ballantrae
The Master of Ballantrae is een Britse film van William Keighley die werd uitgebracht in 1953. 
Het scenario is gebaseerd op de gelijknamige roman (1889) van Robert Louis Stevenson. Deze mantel-en-degenfilm was de laatste film van Hollywoodveteraan Keighley. 

## Verhaal
In de tijd van de Jakobitische opstand van 1745. De aristocratische bewoners van het Schotse landgoed Durrisdeer vernemen dat Karel Eduard Stuart, alias Bonnie Prince Charlie, van plan is de Britse troon opnieuw te veroveren voor het katholieke Huis Stuart. De onverschrokken en levenslustige Jamie, de oudste zoon, beslist zich aan te sluiten bij de opstand tegen George II van Groot-Brittannië. De opstand bloedt echter dood na de nederlaag in de Slag bij Culloden. 
Samen met de Ierse avonturier kolonel Francis Burke slaagt Jamie erin het familiaal landgoed te bereiken waar hij geld wil halen voor hun overtocht naar Frankrijk. Hij wordt echter betrapt door Jessie Brown, een jaloerse minnares, wanneer hij zijn verloofde Lady Alison aan het kussen is. Brown geeft hem aan aan de Britten. Jamie raakt gewond maar kan ontsnappen. Hij is ervan overtuigd dat zijn broer Henry hem heeft verraden om het landgoed te bemachtigen en Lady Alison voor zich alleen te hebben.

## Rolverdeling
| Acteur            | Personage                                    |
| ----------------- | -------------------------------------------- |
| Errol Flynn       | Jamie Durie                                  |
| Roger Livesey     | kolonel Francis Burke                        |
| Anthony Steel     | Henry Durie                                  |
| Beatrice Campbell | Lady Alison, de verloofde van Jamie          |
| Yvonne Furneaux   | Jessie Brown                                 |
| Felix Aylmer      | Lord Durrisdeer, de vader van Jamie en Henry |
| Mervyn Johns      | MacKellar, de dienaar van Lord Durrisdeer    |
| Charles Goldner   | piratenkapitein Mendoza                      |
| Ralph Truman      | de Britse majoor Clarendon                   |
| Jacques Berthier  | kapitein Arnaud van het piratenschip         |
| Francis de Wolff  | Matthew Bull, kwartiermeester van Arnaud     |